# Propaganda comunista

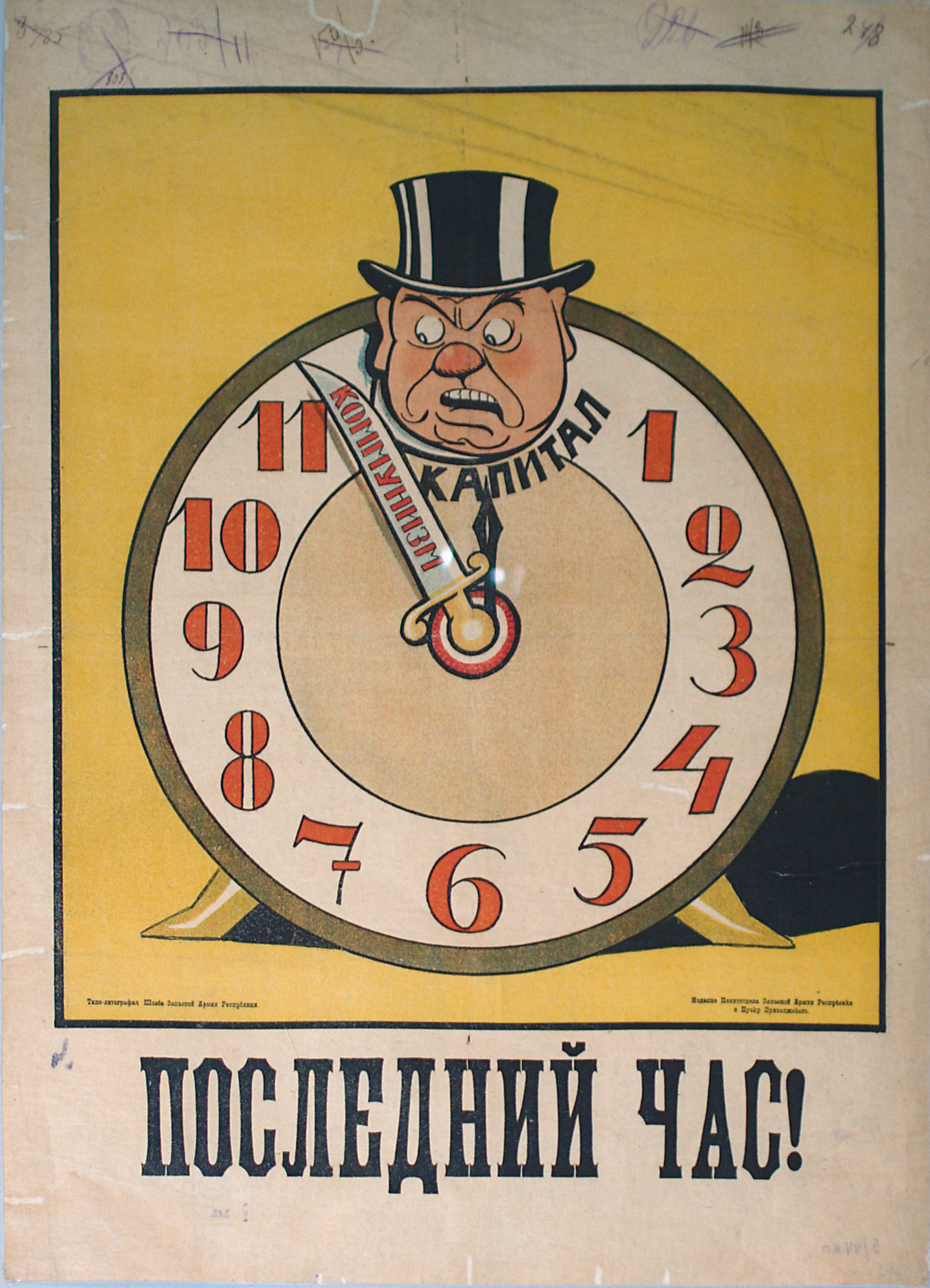
O ponteiro do relógio, chamado "comunismo", prestes a cortar a cabeça do "capital". A legenda diz: "A hora final"

A propaganda comunista é a promoção científica, artística e social da ideologia do comunismo para influenciar a população de modo a promover a ideologia, a visão do mundo e também os interesses do movimento. Enraizada no pensamento marxista, a propaganda do comunismo é vista por seus proponentes como o veículo para propagandear os seus ideais sobre a classe trabalhadora e afastá-los da propaganda de quem eles vêem como seus opressores, que afirmam reforçar a exploração.
O teórico bolchevique Nikolai Bukharin na sua obra O ABC do Comunismo escreveu:
| “ | A propaganda do Estado comunista torna-se, a longo prazo, um meio para a erradicação dos últimos vestígios da propaganda burguesa que datam do Antigo Regime, e é um poderoso instrumento para a criação de uma nova ideologia, de novos modos de pensamento, de uma nova perspectiva sobre o mundo. | ” |

## Propostas
A Grande Enciclopédia Soviética identifica as seguintes funções da propaganda comunista:
- A ligação do Partido Comunista com a classe trabalhadora e outros trabalhadores.[3] No jargão comunista e soviético, a "classe operária" é a classe dos trabalhadores industriais, enquanto "outros trabalhadores" incluem outras classes "não-exploradas"
- Incorporação do socialismo científico nos movimentos de trabalhadores e atividades revolucionárias das massas
- Unificação e organização das divisões nacionais dos movimentos operários, comunistas e democráticos
- Coordenação das atividades dos movimentos citados, troca de informações e experiências
- Expressão da opinião pública da classe trabalhadora, do povo trabalhador, as suas necessidades e interesses
- Promover oposição à propaganda burguesa e revisionista
- Divulgação de dados estatísticos sobre a sociedade socialista (ou seja, a de um estado comunista).

## Valores polarizados
Embora um pouco modificada desde os tempos da détente, a propaganda comunista gira em torno de uma série de dicotomias polarizadas: virtudes do mundo comunista vs. vícios do mundo capitalista, tais como:
- os comunistas são pela paz; capitalistas são pela guerra
- os comunistas são pela cooperação mútua; capitalistas são pela exploração coercitiva
- os comunistas são pela democracia; capitalistas são pela oligarquia

Ainda outra polarização foi focada na real e alegada essência de vários termos, tais como "liberdade", "democracia", muitas vezes contrapondo, por exemplo, "democracia burguesa" vs. "verdadeira democracia" ou "democracia do povo". O último termo é visto na expressão "países de democracia popular" aplicada aos chamados "estados comunistas" no Ocidente.

## Alvos
Como característica comum de qualquer propaganda e seu análogo, publicidade, os objetivos e técnicas da propaganda comunista são ajustados de acordo com o público-alvo. A classificação mais ampla de alvos é:
- Propaganda doméstica dos estados comunistas
- Propaganda externa dos estados comunistas
- Propaganda dos apoiadores comunistas fora dos estados comunistas

Uma classificação mais detalhada de alvos específicos (trabalhadores, camponeses, jovens, mulheres, etc.) pode ser encontrada nos documentos do Partido Comunista, geralmente apresentados nos Congressos do Partido Comunista.
De acordo com o livro de Jacques Ellul  Propaganda: The Formation of Men's Attitudes a plenitude da propaganda só pode ser alcançada quando é capaz de vencer o adversário, ou pelo menos integrá-lo no novo quadro de referência criado pela propaganda. Isso foi conseguido pela propaganda soviética na autocrítica dos seus oponentes, para que o inimigo de um regime pudesse ser levado a declarar, enquanto ainda inimigo, que o regime estava certo e qualquer oposição era criminosa. O inimigo aceita sua condenação como justa e se converte a um apoiador do regime como resultado da propaganda totalitária.